# Inger Bergström

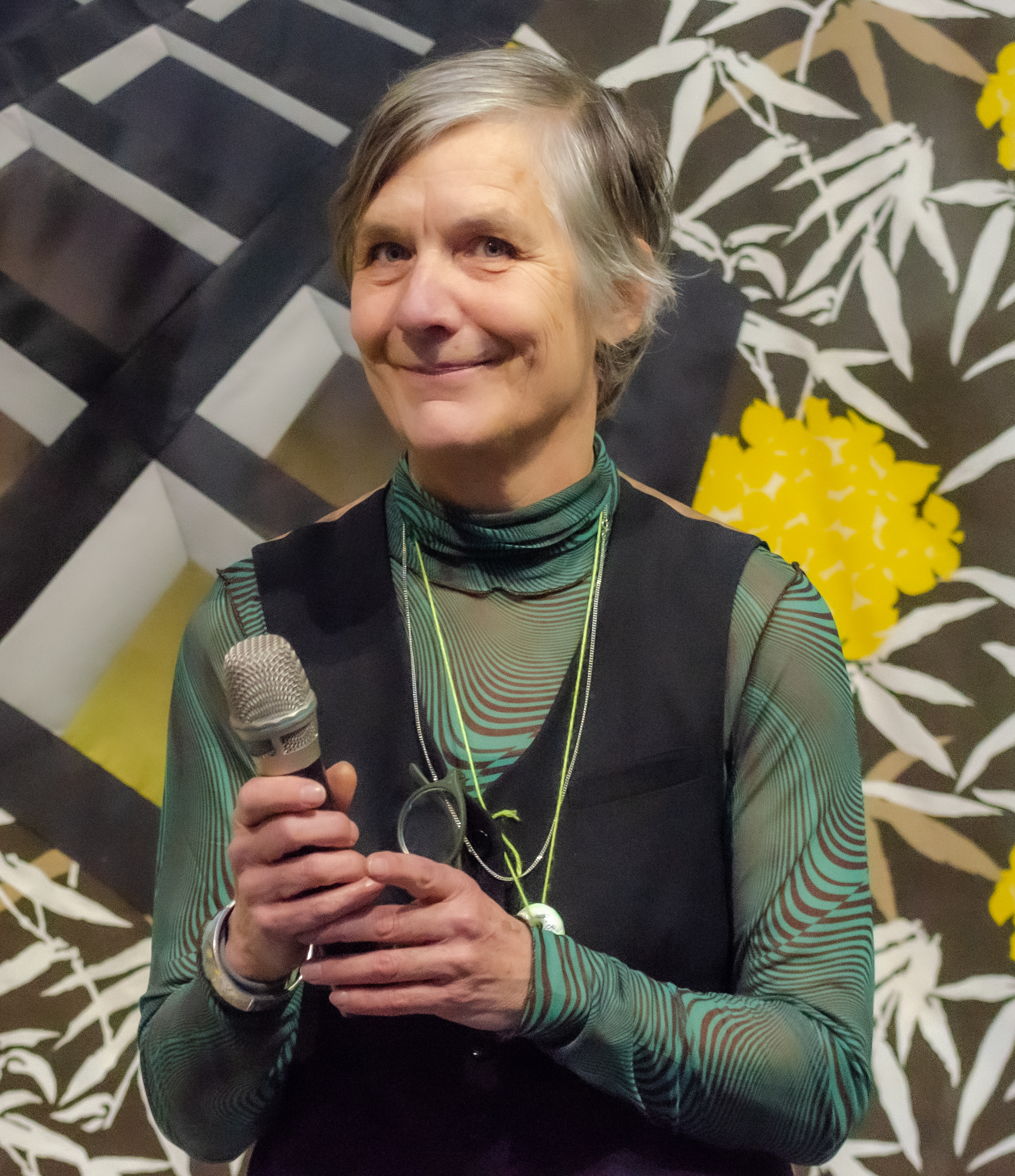
Inger Bergström under vernissagen av hennes utställning Space Floating Through My Eyes på Konstakademien i Stockholm 2022.

Inger Bergström, född 1959 i Stockholm, är en svensk konstnär.
Inger Bergström är utbildad på Konstfack i Stockholm 1983–1987. Under åren 2000–2004 innehade hon en professur på Högskolan för design och konsthantverk i Göteborg. 2005–2012 verkade hon som professor på Konstfack i Stockholm och 2006–2008 hade hon även uppdraget som prorektor där. Hon var med att 1998 grunda nätverket Fiber Art Sweden. År 2013 erhöll Inger Bergström ett 10-årigt arbetsstipendium av Konstnärsnämnden.

## Offentliga verk
- Transkription, 2017. Konstnärlig gestaltning i ljusschakt, Nya Karolinska sjukhuset i Solna.[4]

### Fotnoter
1. ↑  Inger Bergström, Konstnärslexikonett Amanda, läst 2020-04-16
2. 1 2  Inger Bergström, Berg Gallery, läst 2020-04-16
3. ↑  ”Långtidsstipendier”. www.konstnarsnamnden.se. https://www.konstnarsnamnden.se/bild_form/langtidsstipendier. Läst 26 november 2017.
4. ↑  ”Nya Karolinska Solna | Kulturförvaltningen”. kultur.sll.se. Arkiverad från originalet den 1 december 2017. https://web.archive.org/web/20171201030756/http://kultur.sll.se/nya-karolinska-solna. Läst 26 november 2017.